# Jean Oleksiak
Jean Oleksiak (Villuis, 16 marzo 1935) è un ex calciatore francese, di ruolo centrocampista.

## Palmarès

### Titoli nazionali
- Coupe Charles Drago: 2

Saint-Étienne: 1954-1955, 1957-1958
- Campionato francese: 1

Saint-Étienne: 1956-1957
- Supercoppa francese: 2

Saint-Étienne: 1957, 1962
- Coppa di Francia: 1

Saint-Étienne: 1961-1962
- Campionato francese di seconda divisione: 1

Saint-Étienne: 1962-1963